# Majo

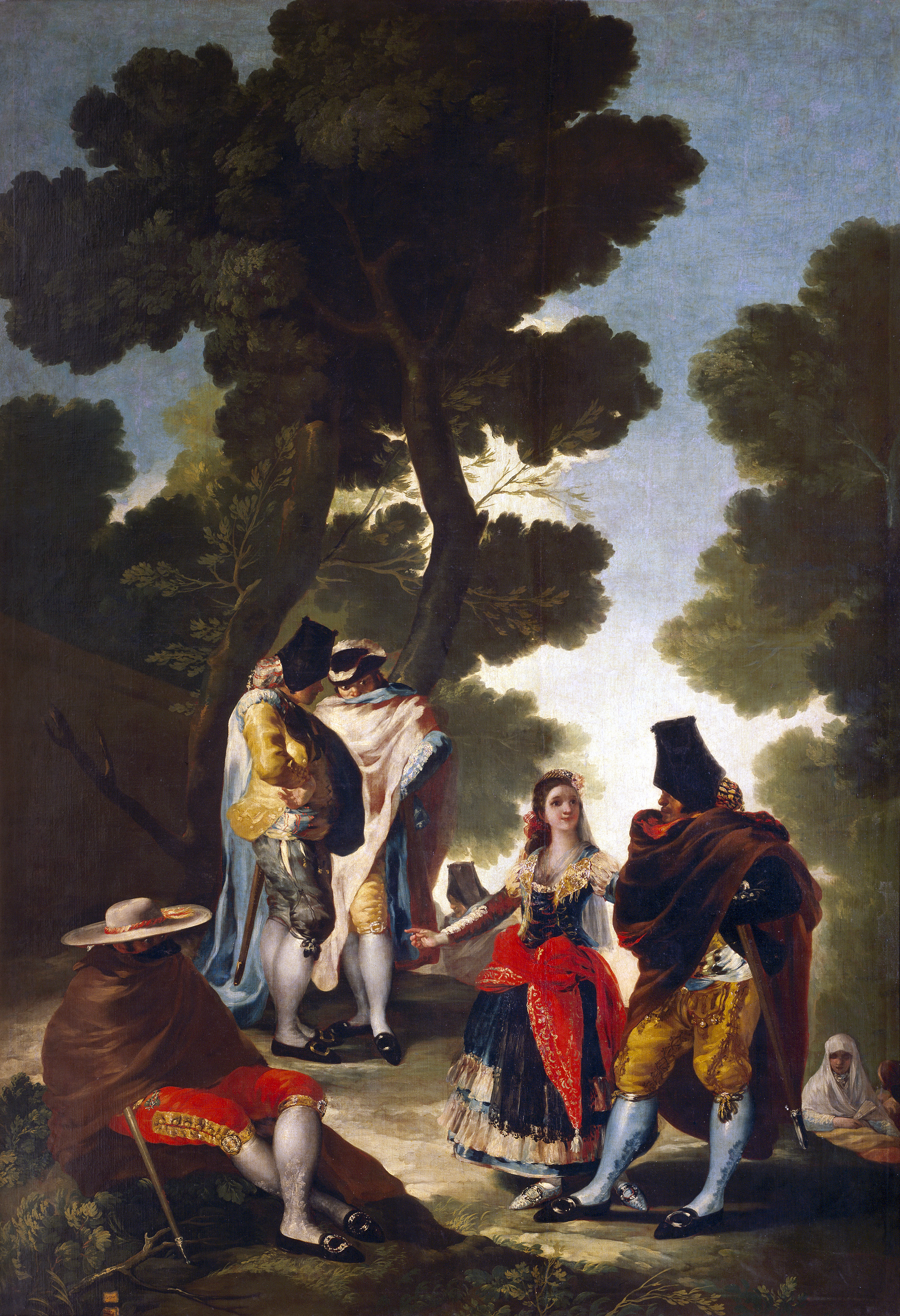
El paseo por Andaluzia, por Francisco de Goya, representa majas e majos.

Majo (masc.) ou maja (fem.), também conhecidos como manolo e manola, eram pessoas das classes mais baixas da sociedade espanhola, especialmente de Madrid, que se distinguiam pelo seu estilo marcante, no vestir e nas maneiras, bem como pelo seu comportamento garboso, de finais do século XVIII a início do século XIX. Os majos e as majas foram um dos temas favoritos de alguns pintores espanhóis da época.
As roupas com que se vestiam os majos e as majas eram exageros do vestuário tradicional espanhol, em forte contraste com o estilo francês afetado que era adotado por grande parte da elite espanhola, sob a influência do Iluminismo. Os majos eram conhecidos para provocar quezílias, que por vezes degeneravam em lutas, com os que eles consideravam afrancesados.
Em Espanha, existem formas derivadas para desinar os majos e as majas, tais como chulapo e chulapa, uma versão do chulo e chula, em referência à sua atitude atrevida, bem como chispero e chispera, entre outros.

## Popularidade
Embora os majos e as majas fossem tema frequente para o pintor Francisco de Goya, duas das suas majas, La maja vestida e La maja desnuda (o mesmo modelo, mas nu), ganhariam fama internacional.
O vestuário das majas influenciaria o traje da protagonista Carmen, da ópera homónima de Georges Bizet, de meados do século XIX.
No século XX, com a transformação de Espanha num importante destino turístico, a manola ou maja, muitas vezes abanando um leque, ganhou o estatuto de imagem estereotípica tradicional espanhola, um dos símbolos informais mais populares de Espanha, juntamente com o toureiro, que tomou o lugar do majo. Algumas das representações da maja no século XX foram de certa forma assimiladas à da  bailarina de flamenco (la bailaora). Hoje em dia, a crescente popularidade da maja acabou por eclipsar a do majo.

## Galeria

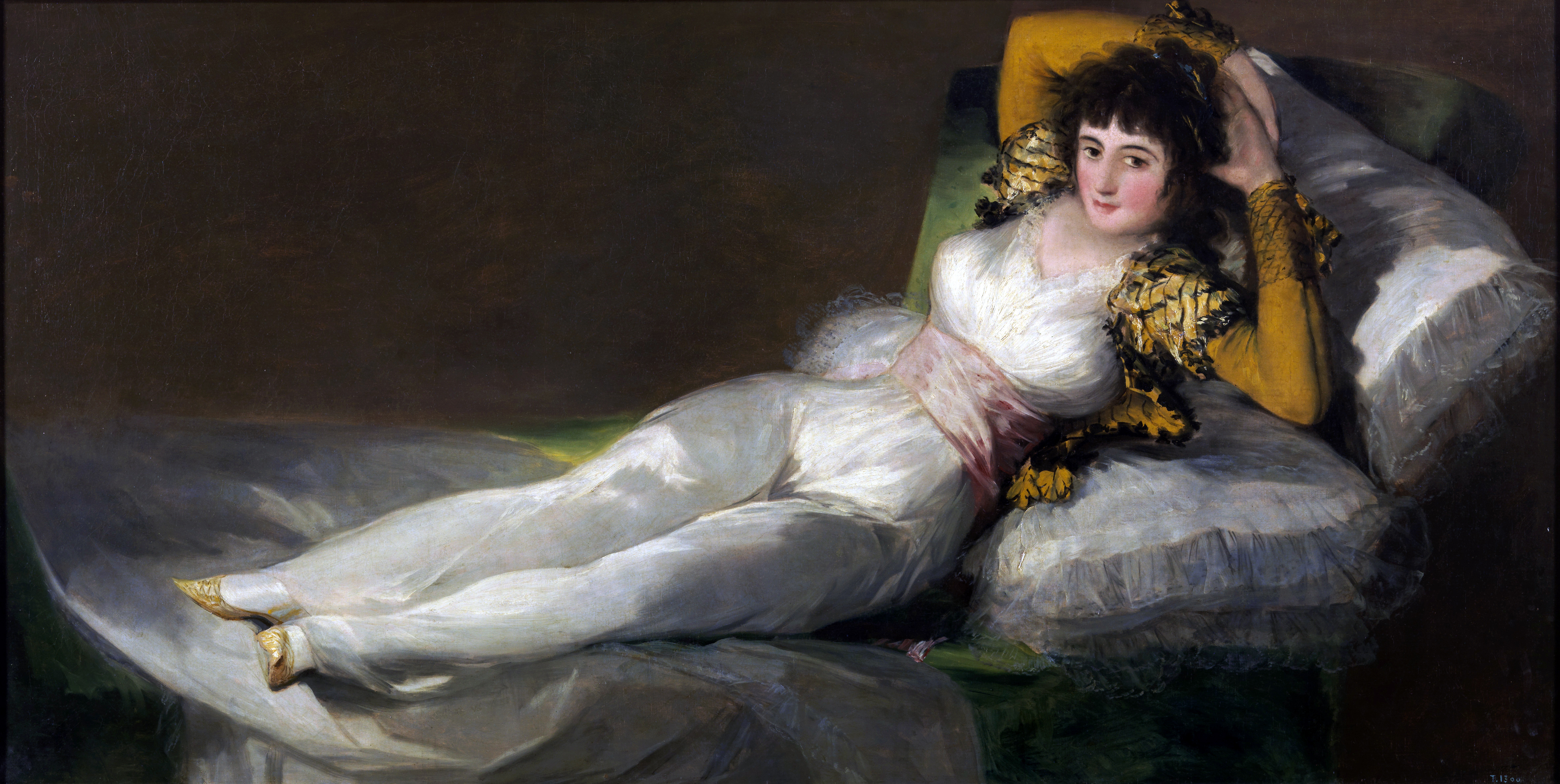
Goya, La maja vestida, c. 1798–1805.
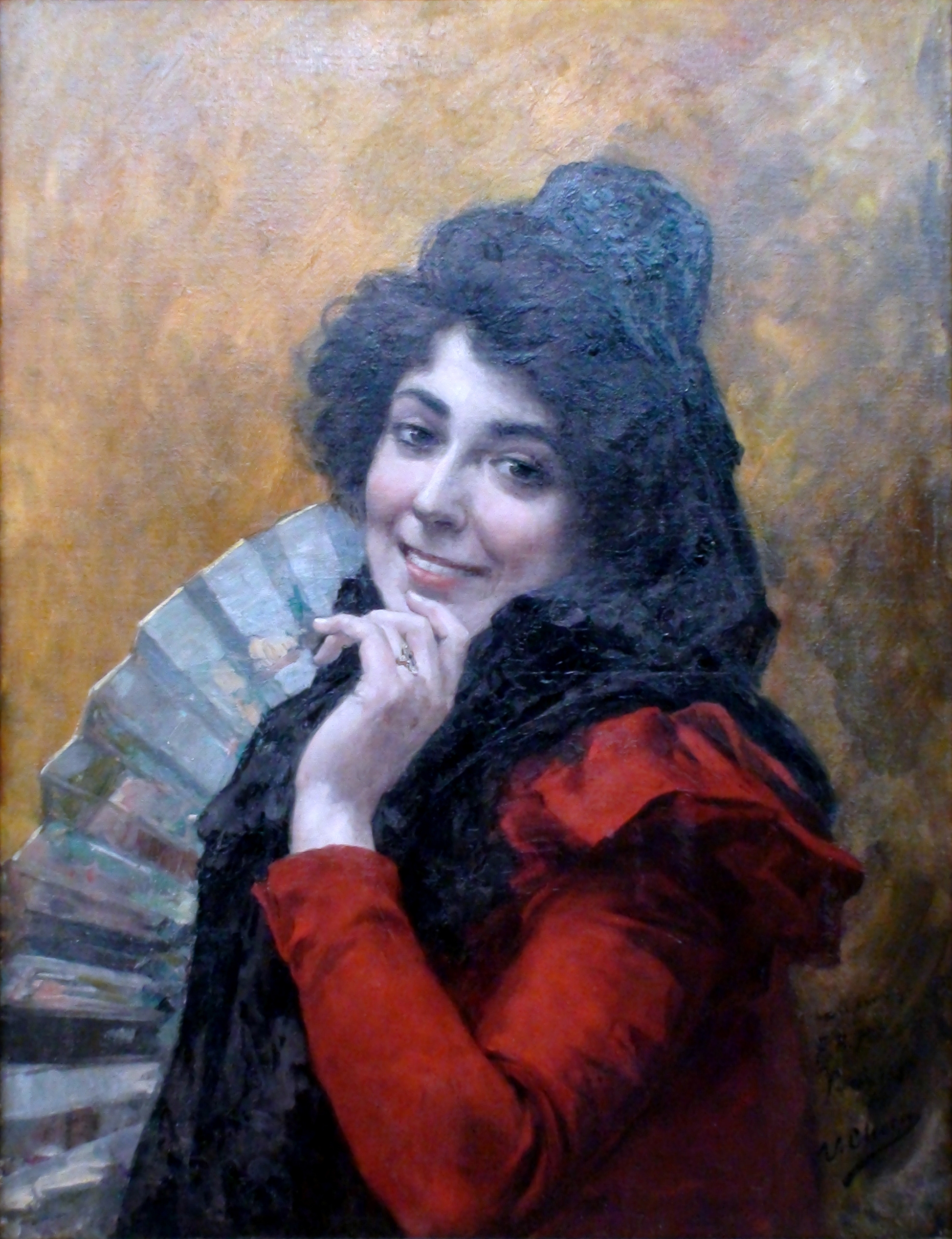
Uma típica manola com leque, por Ulpiano Checa.
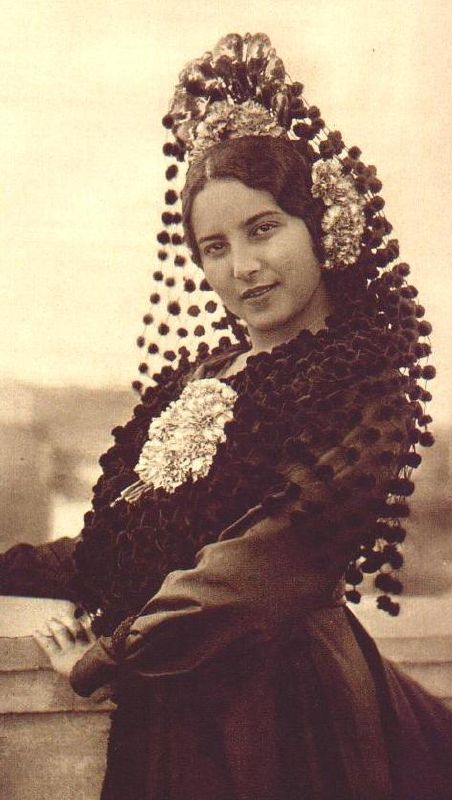
Uma manola com mantilha, de 1925
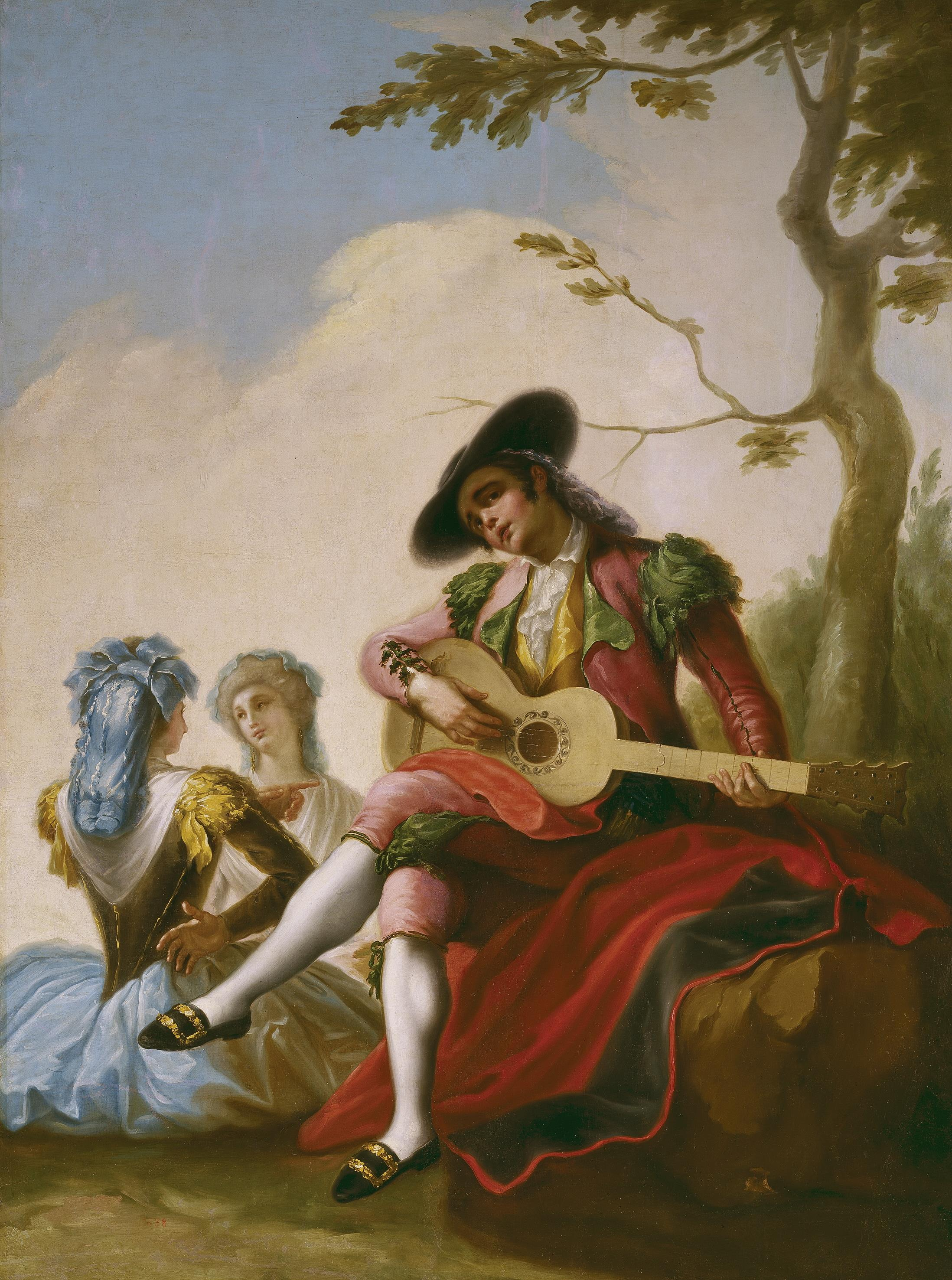
El majo de la guitarra, pintura por Ramón Bayeu, 1786